# 马克·安东尼
马克·安东尼（拉丁語：Marcus Antonius，前83年1月14日—前30年8月1日），古罗马政治家和军事家，出生于罗马。他是凯撒最重要的军队指挥官和管理人员之一。凯撒被刺后，他与屋大维和雷必达一起组成了后三头同盟。前33年后三头同盟分裂，前30年马克·安东尼敗於屋大維，与埃及女王克麗奧佩脫拉七世先後自杀身亡。

## 早年生活
马克·安东尼的父亲马克·安东尼·克里提古斯是著名的辩论家马克·安东尼·奥雷托尔的儿子，奥雷托尔于前86年被盖乌斯·马略的支持者处死。马克·安东尼的母亲茱莉亚·恺撒与凯撒是亲戚，因此马克·安东尼是凯撒的一个远亲。马克·安东尼的父亲早死，他有两个兄弟卢基乌斯·安东尼和盖乌斯·安东尼。他的母亲在他父亲死后与普布利乌斯·科尔内利乌斯·雷恩图卢斯结婚。苏瑞是一个政治家，他在前63年的喀提林阴谋中受牵连被处死。
按普鲁塔克的说法，马克·安东尼早年由于缺乏父亲的管教，他与他的兄弟和朋友在罗马过着花花公子的生活，他们经常去赌场、酗酒和介入緋聞事件中。按普鲁塔克的说法，马克·安东尼在20岁前就已经欠了250塔兰特的债（相当于今天数百万美元）。
此后他去希腊学习雄辩，在那里他参加了由行省总督奥卢斯·加比尼乌斯指挥赴叙利亚的罗马军团的骑兵。在这次行动中，他显示了他是一个优秀的骑兵指挥官，他的勇敢和武藝受到称赞。在这次行动中，他也首次访问了埃及亚历山大港。

## 凯撒支持者
前54年，马克·安东尼加入了凯撒在高卢的参谋本部。在高卢战爭中他再次体现了他超众的军事才能，但他本人的性格狂放，到处制造麻烦。据说凯撒多次因为安东尼的举止而发怒。虽然如此，安东尼依然是凯撒的强烈的支持者。
前50年安东尼作为市民的护民官为凯撒效力。凯撒当时为期十年的行政总督职务到期，想竞选执政官的职务，但罗马元老院中庞培领导的保守派要求他首先放弃他的行政总督、军队指挥官兩職。但凯撒不願允諾。凱撒覺得放棄官職的話，他就成了一个平民，還沒被選任為执政官，就可能因为沒有官職在身而受到迫害，而且没有兵权，更可能遭庞培領兵突襲。
於是安东尼調停兩方，建议凯撒和庞培同时放弃他们的军权，但安东尼反而成为被攻击的对象，被元老院驱逐，逃离罗马，参加凯撒的军队。凯撒此时已经将他的军队开驻到他的行政总督领地的最南端：卢比孔河畔。凯撒知道已无法与庞培和談了，因此率军渡过卢比孔河，进军罗马，开始了最后一场古罗马共和国内战。在这场内战中安东尼是凯撒的副將，在所有与庞培的作战中，他指挥凯撒的左翼军，显示了凯撒对他的信任。
凯撒成为罗马独裁者后，安东尼成为骑兵统領，可說是凯撒的左右手。凯撒于前47年赴非洲与庞培的頑軍作战时，将意大利半岛交付安东尼管理，但安东尼施政技巧逊色於他的軍事技巧很多，施政不得人心，街謗巷議不絕於耳，安东尼决定鎮壓平民。上百市民被杀，罗马城陷入无政府状态。凯撒对此非常不满，解除了安东尼所有的权力。安东尼跟凯撒在此后两年中没有再见面。直到前44年，凱撒任命安东尼为自己执政官第五任期的助手，两人才和解。
不论两人之间有什么争执，安东尼始终是凯撒的支持者。在前44年2月的牧神节上安东尼公开向凯撒敬献一顶王冠。凯撒拒绝接受这个礼物，表示自己擁護共和，不願成為君王。
前44年3月15日，凯撒被盖乌斯·卡西乌斯和马可斯·布鲁图斯为首的一群元老们行刺。安东尼怕舉事者們会血洗凯撒一黨，立即化妆为一个奴隶逃出罗马。但發覺舉事者們没有对凯撒一黨采取任何举动后，安东尼很快又回到了罗马，与舉事者們谈判。一开始，作为当年的执政官的安东尼，似乎打算調停，並在西塞罗的建议下，元老院特赦舉事者。其實安东尼留了一手。
在凯撒的葬礼上，安东尼作为凯撒多年的副將、副官和亲戚，是理所当然的念誦悼文的人。在悼文中他指责谋杀的罪行，发誓与舉事者誓不两立。安东尼展現了他滔滔辩才，並扯下覆盖着凯撒尸体的宽外袍，當眾展示凯撒屍身上悽慘的伤痕。当晚罗马市民因此暴起，袭击舉事者們的住居，迫使他们逃亡。

## 后三头同盟
凯撒之死带来了一个政治空白：共和国实际上已经不存在了，而另一场内战一触即发。此时凯撒的一个大侄孙兼养子屋大维登上了政治舞台。作为凯撒的名称和财产的继承人他立刻就获得了罗马民众和军团的支持。而屋大维也准备与另外两位竞争者争夺权力：马克·安东尼和雷必达。经过数个月困难的协商三人决定组织后三头联盟。前43年这个名为“组织民众的三头联盟”正式成立。通过一个法规这个三头联盟获得了此后五年中所有的权力。为了巩固这个联盟，屋大维与马克·安东尼的养女结婚。三头联盟的第一个行动是追捕逃往东方的舉事者，和追杀留在罗马舉事者的黨羽。西塞罗是这场大迫害中最著名的牺牲者。卡西乌斯和布鲁图斯战败自杀后三头联盟的权力达到了顶点。
當敌人被消灭後，後三頭同盟三分天下，雷必达统治西部省份，屋大维统治意大利并负责为老兵分配土地——这是一个重要的任务，因此舉可以保证军团效忠。马克·安东尼统治东部省份，扑灭犹地亚的暴乱和试图征服安息。在这次使命中他于前41年在塔尔苏斯遇克麗奧佩脫拉七世并成为她的情人。
但此时意大利的情况不稳定。屋大维的管理不顺利，他面临着一场暴乱。此时他又决定以“她讨厌”的理由与马克·安东尼的养女离婚。这场暴乱的起因是富爾薇婭，马克·安东尼的妻子。史传富尔维亚是一个非常有野心的人。她担心自己和马克·安东尼的政治地位，同时对屋大维对他们的女儿的待遇不满。在她的内兄弟卢基乌斯·安东尼的帮助下富尔维亚出钱动员了八个军团进攻罗马。一开始他们的进攻似乎使屋大维很为难，但不久屋大维就战胜了他们。从前41年冬到前40年富尔维亚被围困在佩卢西亚。最后她不得不因饥荒而投降。她被流放到西库翁，在那里等待马克·安东尼的到来中死亡。
富尔维亚实际上是白死了。屋大维与马克·安东尼协商后，迫使他的姊姊屋大薇嫁给马克·安东尼。这样後三頭同盟再次结成，马克·安东尼终于可以开始他准备已久的对安息的战争了。

## 马克·安东尼和克麗奧佩脫拉七世
马克·安东尼与他的新妇渡往希腊，打算从那里进发安息。但此时在西西里岛上的塞克斯图斯·庞培（小龐培）叛乱，小龐培是龐培之子，也是最后一个庞培的黨羽。这场叛乱使得屋大维无法将他保证的军团交给马克·安东尼，这使两人之间的关系再次恶化。在屋大薇的调停下两人于前38年在塔伦顿再次达成协议。三头联盟被延长了五年，屋大维再次保证为马克·安东尼提供军团。
但此时马克·安东尼已经不相信屋大维真的支持他的安息计划了。他让怀孕的屋大薇回罗马，他自己则赴亚历山大，在那里他希望克利奥帕特拉七世会给他钱来让他实现他的计划。克利奥帕特拉七世的确给了他足够的钱，但这次军事计划却惨败。马克·安东尼被战败数次后在冬季被迫撤退，在亚美尼亚他几乎丧失了他所有的埃及军队。
与此同时，在罗马三头联盟最终破产。雷必达在犯了一个政治错误后被迫退位，屋大维成为意大利半岛上唯一的执政人。他打起保存共和国贵族传统的旗帜并开始攻击马克·安东尼。他指责马克·安东尼缺乏道德，将他的妻子离弃在罗马，而自己却成为埃及女王的奴隶。他几乎指责马克·安东尼犯了所有错误，最重要的是他指责马克·安东尼放弃了他的罗马身分，數典忘祖地成了一个埃及人。马克·安东尼数次被召回罗马，但他没有应召而是与克麗奧佩脫拉一起待在亚历山大。
马克·安东尼再次利用埃及的钱进攻亚美尼亚，这次他获胜了。他在亚历山大庆祝凯旋。最后所有的市民都被召集到一起，在克麗奧佩脫拉及其子女的环绕下马克·安东尼宣布他终止与屋大维的联盟。他把他的统治地分散给他的子女：亚历山大·赫利俄斯被指命为亚美尼亚和（还没有被占领的）安息的国王，克麗奧佩脫拉·塞勒涅二世成为昔兰尼加和利比亚的女王，托勒密·费拉德尔甫斯被指命为叙利亚和西里西亚国王。克麗奧佩脫拉七世被称为万王之女王和埃及女王，她与凯撒的儿子恺撒里昂被称为万王之王和埃及国王。最后凯撒里昂还被称为是凯撒真正的继承人。这个宣言彻底折断了马克·安东尼与罗马之间的关系。
将不重要的省份分给他的子女不是一件好事，但也不是什么大不了的事，但将恺撒里昂说成是凯撒的合法继承人則直接威胁到屋大维的地位。因为屋大维唯一的权力基础是他是凯撒的养子和继承人，因此他受到罗马公民和军团的拥戴。屋大维不能无所事事地坐观他的地位被世界上最富有的女人的儿子挑战。前33年的最后一日，三头联盟正式结束并不再被重申。另一场内战开始了。
前33年和前32年，双方开始了宣传战。马克·安东尼宣布与屋大维决裂，他指责屋大维是一个暴发户、篡权者和伪造了凯撒的遗嘱。屋大维则指责马克·安东尼卖国：他违反罗马的传统非法占据罗马的省份，他没有经过元老院的同意与其他国家交战，此外他不经过法庭判决就处死了塞克斯图斯·庞培。前32年，罗马的两个执政官和三分之一的元老逃离罗马赴希腊与马克·安东尼和克麗奧佩脫拉七世相会。
前31年战争终于爆发了。阿格里帕占领了一个希腊重要的海港。由于屋大维在军团中的声望很高，许多省份（包括希腊）都倒向屋大维。為了取悅克麗奧佩脫拉，安東尼放棄拿手的陸戰，選擇了海上決戰。9月2日在亚克兴海战中，安东尼略佔數量優勢的海軍始終無法成功迂迴屋大維海軍的側翼，阿格里帕手下老練的水手將安東尼的槳戰船困在亞克興角東側的狹窄海灣裡，察覺戰況不利的克麗奧佩脫拉帶領埃及船艦突圍出逃，安東尼的旗艦也隨行逃回亞歷山大港，屋大維大獲全勝，岸上失去統帥的安東尼陸軍有很多投降屋大維。
屋大维在一年後沿地中海東岸的陸路逼近埃及，一路上確保羅馬東方的各方勢力不會倒向安東尼，前30年8月他在阿格里巴的帮助下入侵埃及。安东尼原本的盟友庇那留（Lucius Pinarius）將軍倒戈，從埃及西側攻向安東尼，安東尼集合了一萬名殘兵與之作戰卻無力回天，遂退守亞歷山大港，此時從東方攻來的屋大維完成了包圍圈。
无处可逃的安東尼在誤以為克麗奧佩脫拉自杀後，伏劍自刎卻未立死，後來被帶到克麗奧佩脫拉身邊並安息在其懷裡；不久后成為屋大維俘虜的克麗奧佩脫拉也自杀了。

## 后事
马克·安东尼死后屋大维成为罗马最高的统治者。前27年元老院授予他奥古斯都·凯撒的称号。他逐渐地将罗马行政、政治和军事权利集中于一身。在他生前古罗马共和国没有正式结束，但许多历史学家将亚克提姆海战看作是罗马帝国的开始，不过也有人認為屋大维的继承人提庇留14年的登基才是罗马帝国的开始。

## 婚姻和子女
1. 法蒂亚
2. 安东尼亚·希布利达（他的一个侄女）
  - 安東尼亞（英语：Antonia (wife of Pythodoros)）
3. 富爾薇婭
  - 马科斯·安东尼·安提盧斯（英语：Marcus Antonius Antyllus），前31年被屋大维处死
  - 尤鲁斯·安东尼（英语：Iullus Antonius），与小屋大薇的一个女儿结婚
4. 小屋大薇
  - 大安東尼婭
  - 小安东尼娅
5. 与克娄巴特拉七世（未结婚）的子女
  - 双胞胎
    - 亞歷山大·赫利俄斯
    - 克娄巴特拉·塞勒涅二世

  - 托勒密·费拉德尔甫斯

## 文藝作品中的安東尼
- 莎士比亞《安東尼與克麗奧佩脫拉》